# Gigi D’Agostino
Luigino Celestino di Agostino, (født 17. december 1967 i Torino, Italien) bedre kendt som Gigi D'Agostino, er en italiensk musiker. Han starter sin karriere i 1986 som DJ på klubber i lokalområdet omkring Torino, mens han ved siden af reparerer tennisbaner og har arbejde som murer. Efter et par år som DJ begynder han også selv at lave musik, og i 1994 udkommer hans første single, "Noise Maker Theme". En  vinylplade på to numre. Pladen er delt med en anden kunster, Daniele "Gas" Maffei som får sit nummer "Catodic Tube" på B-siden
I 1996, startede han et samarbejde med Mauro Picotto, og de lavede hittet "Angel's Symphony". Mauro Picotto og Gigi D'Agostino arbejde sammen nogle år, men besluttede så at gå hver til sit med hver deres egen stil. 
Fra 1997 til 1999 lavede han bl.a. numre som Gin Lemon,Your Love (Elisir), Another Way, Bla Bla Bla, La Passion, The Riddle og L'Amour Toujours. Bla Bla Bla og L'Amour Toujours er de eneste numre, som har været rigtig populære i Danmark, og videoerne spilles stadig på de danske musik TV-kanaler. 
Fredag den 2. marts 2007, optrådte Gigi D'Agostino live på The Plaze i Nykøbing Falster.
Lørdag den 3. marts 2007, optrådte Gigi D'Agostino live på Dampmøllen i Thisted.
I 2007 udgav han to albums. Det ene var "Lento Violento ...e altre storie" og det andet var "La Musica Che Pesta", som han udgav under navnet Lento violento Man. Begge albums er 2CD.
I 2008 turnerer Gigi D'Agostino rundt i Italien med flere DJ Sets/koncerter om måneden. Indtil videre har han udgivet dobbeltalbummet "Suono Libero" med nye versioner af tidligere numre samt hele nye numre som ellers kun kendes fra "Il Cammino di Gigi D'Agostino" (han radioprogram på radiostationen m2o). CD 1 indeholder italo og CD 2 er Lento Violento-numre, hvor Gigi D'Agostino bruger et af sine mange alias: Dottor DAG.

## Diskografi

### Studiealbum
| Titel                                     | År   | Højeste hitlisteplacering | Højeste hitlisteplacering | Højeste hitlisteplacering | Højeste hitlisteplacering | Højeste hitlisteplacering | Højeste hitlisteplacering | Højeste hitlisteplacering | Certificering                                                   |
| Titel                                     | År   | ITA                       | AUT                       | BEL                       | DEN                       | GER                       | NLD                       | SWI                       | Certificering                                                   |
| ----------------------------------------- | ---- | ------------------------- | ------------------------- | ------------------------- | ------------------------- | ------------------------- | ------------------------- | ------------------------- | --------------------------------------------------------------- |
| Gigi D'Agostino                           | 1996 | —                         | —                         | —                         | —                         | —                         | —                         | —                         |                                                                 |
| L'Amour Toujours                          | 1999 | 25                        | 1                         | 16                        | 30                        | 10                        | 3                         | 53                        | - IFPI AUT: 3x Platin - BVMI: Platin - ITA: Platin - NVPI: Guld |
| L'Amour Toujours II                       | 2004 | —                         | 6                         | —                         | —                         | 65                        | —                         | —                         |                                                                 |
| "―" denotes a release that did not chart. |      |                           |                           |                           |                           |                           |                           |                           |                                                                 |

### EP'er
| Titel                              | År   | Højeste hitplacering | Højeste hitplacering | Højeste hitplacering | Højeste hitplacering |
| Titel                              | År   | ITA                  | AUT                  | FRA                  | GER                  |
| ---------------------------------- | ---- | -------------------- | -------------------- | -------------------- | -------------------- |
| Gin Lemon                          | 1997 | —                    | —                    | —                    | —                    |
| Tanzen                             | 1999 | —                    | —                    | 40                   | —                    |
| Tecno Fes EP                       | 2000 | —                    | 7                    | —                    | 69                   |
| Tecno Fes Vol. 2                   | 2000 | 14                   | 1                    | 40                   | 95                   |
| L'Amour Toujours EP                | 2001 | —                    | —                    | —                    | —                    |
| Underconstruction 1: Silence       | 2003 | —                    | —                    | —                    | —                    |
| Underconstruction 2: Silence Remix | 2004 | —                    | —                    | —                    | —                    |
| Underconstruction 3: Remix         | 2004 | —                    | —                    | —                    | —                    |

### Opsamlinger
- A Journey into Space (1994)
- The Greatest Hits (1996) (best-of album)
- Le Voyage Estate (1996)
- Il Grande Viaggio Di Gigi D'Agostino Vol. 1 (2001)
- Il programmino di Gigi D'agostino (2003)
- Benessere 1 (2004)
- Laboratorio 1 (2004)
- Laboratorio 2 (2005)
- Laboratorio 3 (2005)
- Disco Tanz (2005)
- Some Experiments (2006)
- Lento Violento ...e altre storie (2007)
- La Musica Che Pesta (as Lento Violento Man) (2007)
- Suono Libero (2008)
- The Essential Gigi D'Agostino (2009 - Austria and Germany only) (best-of album)
- Ieri & Oggi Mix Vol. 1 (2010)
- Ieri & Oggi Mix Vol. 2 (1 December 2010)
- Xmas Best! - The Essential (13 November 2012) (Italian re-release of "The Essential Gigi D'Agostino") (best-of album)
- Greatest Hits (23 November 2012) (best-of album)
- Best Of (7 December 2012) (best-of album)
- Psico Dance (2018) [2019]
- Collection Volume 1 (August 2019)

### Singler
| År                                       | Titel                                             | Højeste hitlisteplacering | Højeste hitlisteplacering | Højeste hitlisteplacering | Højeste hitlisteplacering | Højeste hitlisteplacering | Højeste hitlisteplacering | Højeste hitlisteplacering | Højeste hitlisteplacering | Højeste hitlisteplacering | Højeste hitlisteplacering | Højeste hitlisteplacering | Certificering                                                                                          | Album                       |
| År                                       | Titel                                             | ITA                       | AUT                       | BEL                       | CAN                       | FRA                       | GER                       | IRE                       | NLD                       | SWI                       | UK                        | US                        | Certificering                                                                                          | Album                       |
| ---------------------------------------- | ------------------------------------------------- | ------------------------- | ------------------------- | ------------------------- | ------------------------- | ------------------------- | ------------------------- | ------------------------- | ------------------------- | ------------------------- | ------------------------- | ------------------------- | --- | --------------------------- |
| 1995                                     | "Sweetly"                                         | —                         | —                         | —                         | —                         | —                         | —                         | —                         | 19                        | —                         | —                         | —                         | | Gigi D'Agostino             |
| 1995                                     | "New Year's Day"                                  | 12                        | —                         | —                         | —                         | —                         | —                         | —                         | —                         | —                         | —                         | —                         | | Gigi D'Agostino             |
| 1995                                     | "Gigi's Violin"                                   | 4                         | —                         | —                         | —                         | —                         | —                         | —                         | —                         | —                         | —                         | —                         | | Gigi D'Agostino             |
| 1995                                     | "Angel's Symphony"                                | 9                         | —                         | —                         | —                         | —                         | —                         | —                         | —                         | —                         | —                         | —                         | | Gigi D'Agostino             |
| 1996                                     | "Elektro Message"                                 | 22                        | —                         | —                         | —                         | —                         | —                         | —                         | —                         | —                         | —                         | —                         | | Gigi D'Agostino             |
| 1997                                     | "Music (An Echo Deep Inside)"                     | 24                        | —                         | —                         | —                         | —                         | —                         | —                         | —                         | —                         | —                         | —                         | | Gin Lemon                   |
| 1997                                     | "Gin Lemon"                                       | —                         | —                         | —                         | —                         | —                         | —                         | —                         | —                         | —                         | —                         | —                         | | Gin Lemon                   |
| 1998                                     | "Your Love Elisir"                                | 5                         | —                         | —                         | —                         | 73                        | —                         | —                         | —                         | —                         | —                         | —                         | | L'Amour Toujours            |
| 1998                                     | "Cuba Libre"                                      | 15                        | —                         | —                         | —                         | —                         | —                         | —                         | —                         | —                         | —                         | —                         | | L'Amour Toujours            |
| 1999                                     | "Bla Bla Bla"                                     | 6                         | 3                         | 56                        | —                         | 15                        | 4                         | 23                        | 43                        | 16                        | 87                        | —                         | - FRA: Sølv - GER: Guld                                                                                | L'Amour Toujours            |
| 1999                                     | "Another Way"                                     | —                         | 13                        | —                         | —                         | 33                        | 16                        | —                         | —                         | 61                        | —                         | —                         | | L'Amour Toujours            |
| 1999                                     | "The Riddle"                                      | 21                        | 14                        | 4                         | 8                         | 7                         | 4                         | —                         | 4                         | 8                         | —                         | —                         | - FRA: Sølv - GER: Guld                                                                                | L'Amour Toujours            |
| 2000                                     | "La Passion"                                      | —                         | 1                         | 1                         | —                         | 18                        | 2                         | 2                         | 12                        | 13                        | —                         | —                         | - AUT: Platin - GER: Guld                                                                              | L'Amour Toujours            |
| 2000                                     | "Super (1, 2, 3)" (with Albertino)                | 2                         | 1                         | 4                         | —                         | 46                        | 24                        | —                         | 34                        | 55                        | —                         | —                         | | Non-album single            |
| 2001                                     | "L'Amour Toujours"                                | 6                         | 3                         | 2                         | 11                        | —                         | 3                         | 18                        | 1                         | 25                        | —                         | 78                        | - IFPI AUT: Guld - CZE: Guld - NVPI: Platin - GER: Guld                                                | L'Amour Toujours            |
| 2004                                     | "Silence"                                         | 23                        | 10                        | 37                        | —                         | —                         | 20                        | —                         | 21                        | —                         | —                         | —                         | | L'Amour Toujours II         |
| 2004                                     | "Underconstruction 2: Silence"                    | —                         | 39                        | —                         | —                         | —                         | —                         | —                         | —                         | —                         | —                         | —                         | | Undercontruction 2: Silence |
| 2004                                     | "Gigi's Goodnight" (with Pandolfi)                | —                         | 17                        | —                         | —                         | —                         | 81                        | —                         | —                         | —                         | —                         | —                         | | L'Amour Toujours II         |
| 2004                                     | "Summer of Energy"                                | 17                        | 26                        | —                         | —                         | —                         | 77                        | —                         | —                         | —                         | —                         | —                         | | L'Amour Toujours II         |
| 2005                                     | "Wellfare"                                        | 14                        | 28                        | —                         | —                         | —                         | 41                        | —                         | —                         | —                         | —                         | —                         | | L'Amour Toujours II         |
| 2006                                     | "I Wonder Why"                                    | 14                        | 20                        | —                         | —                         | —                         | 81                        | —                         | —                         | —                         | —                         | —                         | | L'Amour Toujours II         |
| 2011                                     | "Stay with Me"                                    | —                         | —                         | —                         | —                         | —                         | —                         | —                         | —                         | —                         | —                         | —                         | | Ieri & Oggi Mix Vol. 1      |
| 2012                                     | "L'Amour toujours 2012" (featuring Robbie Miraux) | —                         | —                         | —                         | —                         | —                         | —                         | —                         | —                         | —                         | —                         | —                         | | Non-album singles           |
| 2018                                     | "In My Mind" (with Dynoro)                        | 11                        | 1                         | 2                         | 50                        | 7                         | 1                         | 5                         | 3                         | 1                         | 5                         | —                         | - FIMI: Guld - GER: Diamond - IFPI AUT: 2× Platin - IFPI SWI: 2× Platin - SNEP: Diamond - NVPI: Platin | Non-album singles           |
| 2020                                     | "Hollywood" (with LA Vision)                      | 32                        | 2                         | —                         | —                         | —                         | 10                        | —                         | —                         | —                         | —                         | —                         | - IFPI AUT: Platin - FIMI: Guld - GER: Guld                                                            | Non-album singles           |
| 2021                                     | "Never Be Lonely" (with Vize and Emotik)          | —                         | —                         | —                         | —                         | —                         | —                         | —                         | —                         | —                         | —                         | —                         | | Non-album singles           |
| "—" denotes releases that did not chart. |                                                   |                           |                           |                           |                           |                           |                           |                           |                           |                           |                           |                           | |                             |